# 小行星12044
小行星12044（12044 Fabbri）是一颗绕太阳运转的小行星，为主小行星带小行星。该小行星于1997年3月29日发现。

## 轨道参数
小行星12044的轨道半长轴为2.5922313 UA，离心率为0.138。